# Robert Hossein
Robert Hossein, pseudonimo di Robert Hosseinhoff (Parigi, 30 dicembre 1927 – Essey-lès-Nancy, 31 dicembre 2020), è stato un attore, regista e sceneggiatore francese.

## Biografia

### Giovinezza
Robert Hossein nacque il 30 dicembre 1927 nel 12º arrondissement di Parigi (Senna). Suo padre, André Hossein (nato Aminoullah Hosseinoff) era un compositore di origine azera-iraniana, di fede zoroastriana, nato russo nel 1905 a Samarcanda (o ad Aşgabat). Sua madre, Anna Mincovschi era un'attrice ebrea di Soroca (Bessarabia, città della Moldavia d'oggi). La famiglia viveva in condizioni modeste all'ultimo piano in rue de Vaugirard. Durante l'infanzia venne messo in collegio, ma spesso si ritrovò cacciato quando i suoi genitori non erano in grado di pagare la quota d'iscrizione. Dopo la licenza di scuola elementare interruppe gli studi, pentendosi in seguito di essere solo un "autodidatta".
Alla fine della seconda guerra mondiale visse nel quartiere di Saint-Germain-des-Prés, dove conobbe Jean-Paul Sartre, Jean Genet e Boris Vian. Deciso a intraprendere la professione di attore, prese lezioni di teatro con René Simon e Tania Balachova. Grazie a un ruolo nella commedia Les Voyous che scrisse e diresse al Théâtre du Vieux-Colombier, ottenne il suo primo successo di pubblico a soli 19 anni.

### Carriera nel cinema
Hossein esordì nel cinema nel 1948 con un piccolo ruolo nel film Les souvenirs ne sont pas à vendre, poi in quello stesso anno recitò, non accreditato, nel film Il diavolo zoppo di Sacha Guitry. Atletico e con un volto affascinante dai tratti slavi, nella prima parte della sua carriera interpretò in genere personaggi scomodi di delinquente senza scrupoli, come quello di Rémy Grutter in Rififi (1955), o individui tormentati come René Brunel, il povero studente che uccide una vecchia usuraia ne I peccatori guardano il cielo (1957), ispirato al romanzo Delitto e castigo di Fëdor Dostoevskij. Successivamente raggiunse la notorietà recitando, fra le altre, accanto a celebri dive come Brigitte Bardot ne Il riposo del guerriero (1962) di Roger Vadim, in cui interpretò un inquieto scrittore sull'orlo del suicidio, e Sophia Loren in Madame Sans-Gêne (1961) di Christian-Jaque.
Nel 1964 ottenne grande successo internazionale interpretando il ruolo di Joffrey de Peyrac accanto a Michèle Mercier in Angelica, tratto dal romanzo Angelica la Marchesa degli Angeli di Anne e Serge Golon. Tornerà ad interpretare il ruolo in altri tre film della serie, La meravigliosa Angelica (1966), L'indomabile Angelica (1967) e Angelica e il gran sultano (1968). Nello stesso anno recitò nuovamente con la Mercier in L'amante infedele di Christian-Jaque. Durante il decennio partecipò anche al dittico di spionaggio composto da OSS 117 minaccia Bangkok (1964) e Niente rose per OSS 117 (1968).
Tornò a recitare con Brigitte Bardot nel film Una donna come me (1972), nuovamente con la regia di Roger Vadim, in cui interpretò un ironico seduttore. In Prêtres interdits (1973), interpretò uno dei suoi ruoli migliori, il sacerdote cattolico Jean che si innamora di Claude Jade all'epoca della Seconda Guerra Mondiale, viene sospeso e poi si avvicina all'ideologia comunista. Notevoli furono anche le sue interpretazioni nel cinema poliziesco in pellicole di gran successo come Gli scassinatori (1970) di Henri Verneuil e Joss il professionista (1980) di Georges Lautner. Nel corso della sua carriera, collaborò anche col cinema italiano, lavorando con celebri registi. Tra le sue migliori interpretazioni, quella del rivoluzionario Leonida Montanari nella pellicola Nell'anno del Signore (1969), film storico-risorgimentale diretto da Luigi Magni.

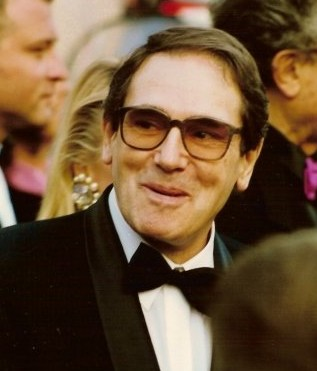
Robert Hossein al Festival di Cannes 1992.

Senza abbandonare l'attività di attore, dalla metà degli anni cinquanta Hossein si dedicò con alterni risultati anche alla regia, prediligendo storie drammatiche e a forti tinte, debuttando dietro la macchina da presa nel 1955 con Gli assassini vanno all'inferno, adattamento dell'opera teatrale Les salauds vont en enfer, del suo amico Frédéric Dard, nel quale apparve anche come attore. In seguito diresse Nella notte cade il velo (1958), considerato la sua opera migliore come regista, e La belva di Düsseldorf (1965), omaggio al maestro Fritz Lang. Per tutta la sua carriera continuerà su questa strada, alternando la regia alla recitazione, e tentando anche un'incursione nel genere western con Cimitero senza croci (1968), film che diresse e interpretò accanto a Michèle Mercier, ma che ebbe scarso successo.
Nel 1981 ritornò al cinema con Bolero di Claude Lelouch. L'anno seguente diresse una versione monumentale del romanzo di Victor Hugo, I miserabili, a cui diede l'impostazione teatrale a lui più congeniale. Nel 1986 recitò accanto alla moglie Candice Patou in Le caviar rouge, adattamento di una sua opera da parte dell'amico Frédéric Dard. Nel 1989 recitò accanto ad Emmanuelle Béart in Les enfants du désordre di Yannick Bellon e nel 1999 accanto a Audrey Tautou in Sciampiste & Co. di Tonie Marshall. Nel 2009 apparve in una scena al fianco di Jean-Paul Belmondo nel film Un uomo e il suo cane, diretto da Francis Huster.

### Carriera teatrale
L'interesse di Hossein per la regia teatrale coincise con l'ultimo periodo del genere Grand Guignol, specializzato in spettacoli di tema macabro e violento. In collaborazione con Frédéric Dard, mise in scena titoli come Docteur Jekyll et Mister Hyde, La Chair de l'orchidée (da James Hadley Chase), o ancora L'Homme traqué (da Francis Carco).
Nel 1970 assunse la direzione del teatro popolare di Reims, sperimentando un teatro trattato come un vero spettacolo cinematografico, utilizzando lo slogan il teatro come si vede solo al cinema. Nel 1973 diresse Isabelle Adjani in La casa di Bernarda Alba di Federico García Lorca, che consacrò l'attrice, entrata subito dopo a far parte della Comédie-Française. Hossein l'aveva vista in un caffè vicino al Conservatoire national supérieur d'art dramatique di Parigi ed era riuscito a convincere i genitori della giovane a lasciarla andare a Reims. Oltre alla Adjani, lanciò la carriera di un'intera generazione in ascesa di giovani attori che in seguito sarebbero diventati famosiː Isabelle Huppert (Per chi suona la campana di Ernest Hemingway), Anémone (La Prison di Georges Simenon), Jacques Villeret (Le furberie di Scapino di Molière) e Jacques Weber (Delitto e castigo e Les Bas-Fonds).
Le sue produzioni divennero via via sempre più spettacolari dal punto di vista scenico, tanto da richiedere ingenti risorse e finanziamenti. Quando, nel 1976, le autorità pubbliche locali decisero di non sostenere più tale impegno finanziario, Hossein lasciò Reims e tornò a Parigi, dove creò una propria compagnia e intraprese una serie di quelli che definì "i grandi spettacoli" al Palais des Sports e al Palais des Congrès, con messe in scena grandiose e caratterizzate da un gran numero di attori e comparse, una profusione di risorse in pirotecnica, sistemi audio, proiezioni, per immergere gli spettatori nel cuore dello spettacolo.
La prima delle sue superproduzioni fu, nel 1975, La Prodigieuse Aventure du cuirassé Potemkine, scritto insieme agli storici Alain Decaux e Georges Soria. Fu André Castelot ad affiancare Hossein nelle sue più grandi produzioni: Notre-Dame de Paris (1978), Danton et Robespierre (1978), Les Misérables (1980), che ebbe molto successo e venne poi ripreso nel West End e in seguito a Broadway, Un homme nommé Jésus (1983), La Liberté ou la mort (1988), Je m’appelais Marie-Antoinette (1993) e 1940-1945: de Gaulle, celui qui a dit non (1999).
Nel 1987 portò in scena lo spettacolo L'Affaire du courrier de Lyon, ricostruzione di un processo in corte d'assise, in cui introdusse l'innovativo espediente di coinvolgere il pubblico, facendolo partecipare allo spettacoloː i primi cento spettatori a rispondere all'invito presero posto sul set per formare una giuria popolare; terminato il processo, avevano solo dieci secondi per esprimersi sulla colpevolezza dell'imputato e il voto veniva visualizzato su uno schermo. Sei anni dopo, nello spettacolo Je m'appelais Marie-Antoinette, l'intero pubblico fu invitato durante l'intervallo a votare sul destino della regina Maria Antonietta al termine del processo. Hossein ripeterà tale formula anche in L'Affaire Seznec, un procès impitoyable nel 2010.
L'apice delle sue fastose produzioni venne raggiunto nel 2004 con Ben-Hur, uno spettacolo con 500 comparse, un budget di 13 milioni di euro e la mitica corsa delle bighe dell'omonimo film ricostruita allo Stade de France da sette carri trainati da ventotto cavalli. Tuttavia, quando i suoi grandi spettacoli pian piano ebbero sempre meno successo, Hossein tornò al repertorio classico. Direttore dal 2000 del Théâtre Marigny, su proposta dell'industriale François Pinault che ne aveva la concessione, Hossein diresse, fra gli altri, un adattamento di La signora delle camelie in cui tornò a lavorare con Isabelle Adjani. Nel 2008 lasciò la direzione del Théâtre Marigny.
I suoi ultimi grandi spettacoli furono influenzati dal suo interesse verso tematiche religiose: N’ayez pas peur! Jean Paul II nel 2007 al Palais des Sports e Una donna di nome Maria, creati per uno spettacolo unico nell'agosto 2011, rappresentato davanti a 25.000 spettatori e 1.500 malati a Lourdes. Dal 2015, con Stéphane Bern ed Ève Ruggieri, si prestò come voce narrante dello spettacolo Le Fabuleux Noël du château de Maintenon, nella scena che ripercorre la visita di Winston Churchill al Castello di Maintenon, quartier generale dell'ammiraglio François Darlan.

### Vita privata

#### Famiglia
Nel 1955 Hossein sposò l'attrice Marina Vlady, dalla quale ebbe due figli, Igor e Pierre. La coppia divorziò nel 1960.
Nel 1962 sposò Caroline Eliacheff, la figlia quindicenne della giornalista e scrittrice Françoise Giroud, dalla quale ebbe un figlio, Nicolas, nato nel 1963 e diventato Aaron Eliacheff, rabbino a Strasburgo, dove tiene lezioni di religione. Hossein e la Eliacheff divorziarono nel 1964.
Nel 1973 si legò alla ventiduenne attrice Michèle Watrin (che interpretava la cugina di Claude Jade in Prêtres interdits). L'anno successivo, poco prima del loro matrimonio, la donna morì in un incidente automobilistico nel quale Hossein rimase gravemente ferito. Nel 1976 sposò a Reims Candice Patou., dalla quale ebbe il figlio Julien.

#### Religione
Negli anni settanta fece amicizia con il cappellano del teatro popolare di Reims di cui era responsabile. Figlio di un'ebrea russa e di un azero-iraniano di fede zoroastriana, venne battezzato nella religione cattolica nel 1977, quando aveva quasi 50 anni contemporaneamente a suo figlio Julien.
Particolarmente devoto a Santa Teresa di Lisieux, nel 2007 presentò uno spettacolo dal titolo N'ayez pas peur sulla vita di Giovanni Paolo II. Nel aprile 2016 venne ricevuto da Papa Francesco in Piazza San Pietro a Roma. Dichiarò poi a Radio Vaticana le sue motivazioni per la difesa di un teatro popolare "che permetta ai giovani di trovare prospettive di cultura, significato e fede".

### Morte

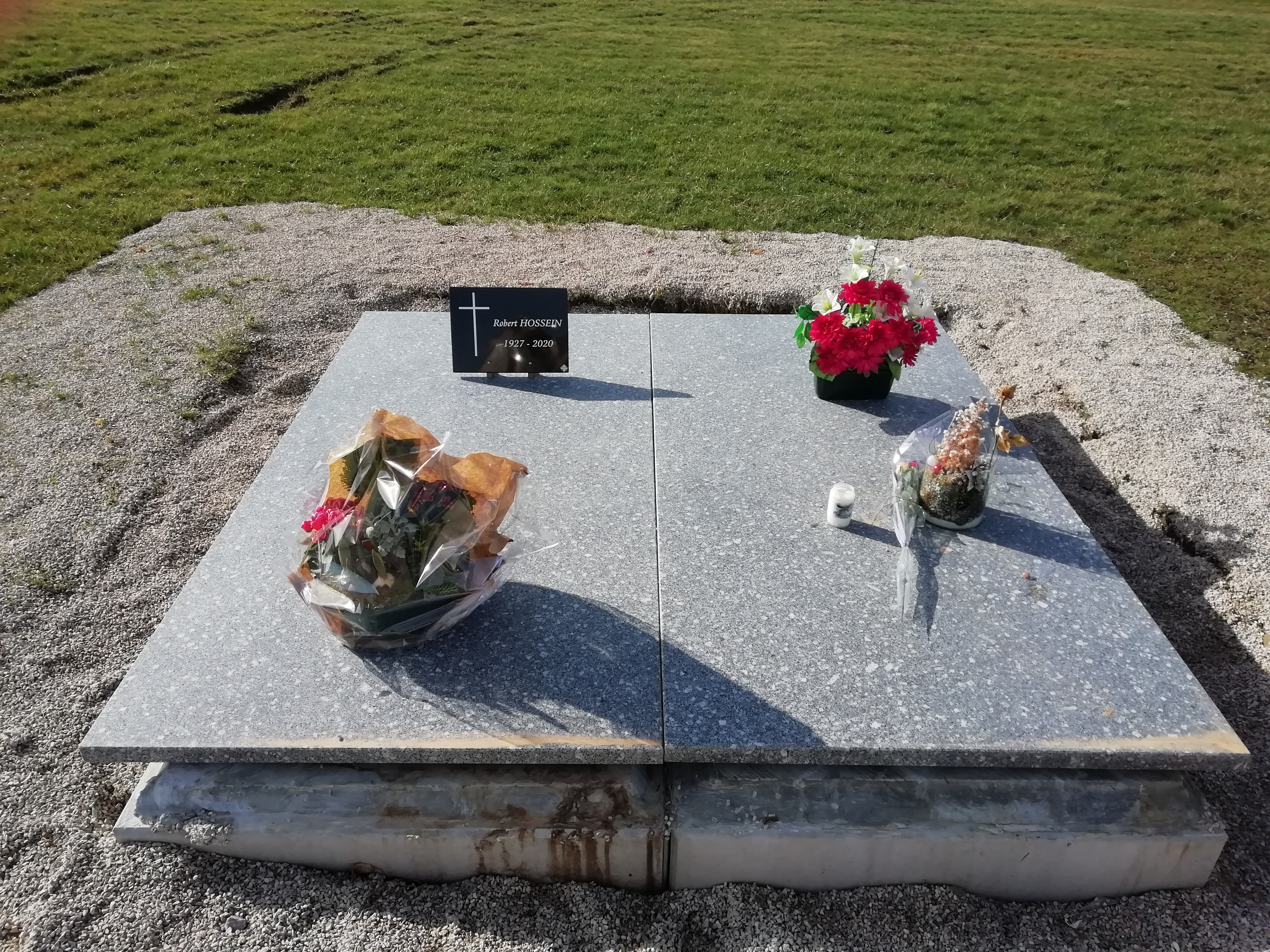
La tomba di Robert Hossein al cimitero di Vittel.

Robert Hossein è morto il 31 dicembre 2020, Il giorno dopo il suo 93º compleanno presso la clinica di Essey-les-Nancy a seguito di un problema respiratorio. La vedova ha negato che il marito sia stato vittima del COVID-19, smentendo dunque le indiscrezioni date inizialmente dalla stampa francese e anche internazionale..
Dopo le esequie celebrate nella chiesa di Saint-Rémy, Hossein venne sepolto il 6 gennaio 2021 a Vittel (Vosgi) alla sola presenza della famiglia. Una messa in sua memoria si è tenuta il 9 febbraio 2021 nella Chiesa di Saint-Sulpice di Parigi, celebrata dall'arcivescovo Michel Aupetit e trasmessa in diretta dal canale televisivo KTO, sulla sua antenna e sul suo sito ktotv.com.

## Filmografia

### Attore

#### Cinema
- Les souvenirs ne sont pas à vendre, regia di Robert Hennion (1948)
- Il diavolo zoppo (Le diable boiteux), regia di Sacha Guitry (1948) - non accreditato
- Con gli occhi del ricordo (Aux yeux du souvenir), regia di Jean Delannoy (1948) - non accreditato
- Maya, regia di Raymond Bernard (1949) - non accreditato
- Il porto delle bionde (Quai des blondes), regia di Paul Cadéac (1954)
- Série noire, regia di Pierre Foucaud (1955)
- Rififi (Du rififi chez les hommes), regia di Jules Dassin (1955)
- Gli assassini vanno all'inferno (Les Salauds vont en enfer), regia di Robert Hossein (1956)
- Pardonnez nos offenses, regia di Robert Hossein (1956) - non accreditato
- I peccatori guardano il cielo (Crime et châtiment), regia di Georges Lampin (1956)
- Un colpo da due miliardi (Sait-on jamais...), regia di Roger Vadim (1957)
- La casa di Madame Kora (Méfiez-vous fillettes!), regia di Yves Allégret (1957)
- La liberté surveillée, regia di Henri Aisner e Vladimir Vlcek (1958)
- Nella notte cade il velo (Toi, le venin), regia di Robert Hossein (1958)
- I vampiri del sesso (Des femmes disparaissent), regia di Édouard Molinaro (1959)
- Rififi fra le donne (Du rififi chez les femmes), regia di Alex Joffé (1959)
- La sentenza (La Sentence), regia di Jean Valère (1959)
- La notte delle spie (La Nuit des espions), regia di Robert Hossein (1959)
- Le canaglie (Les Canailles), regia di Maurice Labro (1960)
- Sesso e alcool (Les scélérats), regia di Robert Hossein (1960)
- La minaccia (La menace), regia di Gérard Oury (1961)
- Febbre di rivolta (Le Goût de la violence), regia di Robert Hossein (1961)
- Il gioco della verità (Le Jeu de la vérité) (1961)
- Madame Sans-Gêne, regia di Christian-Jaque (1961)
- Una ragazza a rimorchio (Les Petits matins), regia di Jacqueline Audry (1962)
- La morte sale in ascensore (Le Monte-Charge), regia di Marcel Bluwal (1962)
- Il riposo del guerriero (Le Repos du guerrier), regia di Roger Vadim (1962)
- Pourquoi Paris?, regia di Denys de La Patellière (1962)
- L'omicida (Le meurtrier), regia di Claude Autant-Lara (1963)
- Il vizio e la virtù (Le Vice et la vertu), regia di Roger Vadim (1963)
- Il baro (Les Grands chemins), regia di Christian Marquand (1963)
- Pelle d'oca (Chair de poule), regia di Julien Duvivier (1963)
- Commissaire mène l'enquête, regia di Fabien Collin (1963)
- Concerto per un assassino (La Mort d'un tueur), regia di Robert Hossein (1964)
- OSS 117 minaccia Bangkok (Banco à Bangkok pour OSS 117), regia di André Hunebelle (1964)
- Nuda per un delitto (Les Yeux cernés), regia di Robert Hossein (1964)
- Angelica (Angélique, Marquise des Anges), regia di Bernard Borderie (1964)
- La belva di Düsseldorf (Le Vampire de Düsseldorf), regia di Robert Hossein (1965)
- La guerra segreta (The Dirty Game), regia di Christian-Jaque, Werner Klingler, Carlo Lizzani e Terence Young (1965)
- Le meravigliose avventure di Marco Polo - Lo scacchiere di Dio (La Fabuleuse aventure de Marco Polo), regia di Denys de La Patellière e Noel Howard (1965)
- Matrimonio alla francese (Le Tonnerre de Dieu), regia di Denys de La Patellière (1965)
- Madamigella di Maupin (Mademoiselle de Maupin), regia di Mauro Bolognini (1966)
- La meravigliosa Angelica (Angélique et le roy), regia di Bernard Borderie (1966)
- L'amante infedele (La Seconde vérité), regia di Christian-Jaque (1966)
- La lunga marcia (La Longue marche), regia di Alexandre Astruc (1966)
- Pattuglia anti gang (Brigade antigangs), regia di Bernard Borderie (1966)
- La musica, regia di Marguerite Duras e Paul Seban (1967)
- Addio Lara (J'ai tué Raspoutine), regia di Robert Hossein (1967)
- Calibro 38 (L'Homme qui trahit la mafia), regia di Charles Gérard (1967)
- Lamiel, regia di Jean Aurel (1967)
- L'indomabile Angelica (Indomptable Angélique), regia di Bernard Borderie (1967)
- Il caldo amore di Evelyn (La Petite vertu), regia di Serge Korber (1968)
- Angelica e il gran sultano (Angélique et le sultan), regia di Bernard Borderie (1968)
- Niente rose per OSS 117, regia di Renzo Cerrato e Jean-Pierre Desagnat (1968)
- Una lezione particolare (La Leçon particulière), regia di Michel Boisrond (1968)
- C'era una volta il West, regia di Sergio Leone (1968) - non accreditato
- La battaglia di El Alamein, regia di Giorgio Ferroni (1969)
- Cimitero senza croci (Une corde, un Colt...), regia di Robert Hossein (1969)
- Maldonne, regia di Sergio Gobbi (1969)
- La donna scarlatta (La Femme écarlate), regia di Jean Valère (1969)
- Il ladro di crimini (Le Voleur de crimes), regia di Nadine Trintignant (1969)
- La battaglia del deserto, regia di Mino Loy (1969)
- Nell'anno del Signore, regia di Luigi Magni (1969)
- La vita, l'amore, la morte (La vie, l'amour, la mort), regia di Claude Lelouch (1969)
- Tempo di violenza (Le Temps des loups), regia di Sergio Gobbi (1970)
- L'intreccio (Les Belles au bois dormantes), regia di Pierre Chenal (1970)
- Point de chute, regia di Robert Hossein (1970)
- All'ovest di Sacramento (Le Juge), regia di Federico Chentrens e Jean Girault (1971)
- L'ultima rapina a Parigi (La Part des lions), regia di Jean Larriaga (1971)
- Gli scassinatori (Le Casse), regia di Henri Verneuil (1971)
- Un corpo da possedere (Hellé), regia di Roger Vadim (1972)
- La sedia a rotelle (Un meurtre est un meurtre), regia di Étienne Périer (1972)
- Una donna come me (Don Juan ou Si Don Juan était une femme...), regia di Roger Vadim (1973)
- Requiem per un commissario di polizia (Un officier de police sans importance), regia di Jean Larriaga (1973)
- Prêtres interdits, regia di Denys de La Patellière (1973)
- Il protettore (Le Protecteur), regia di Roger Hanin (1974)
- Le faux-cul, regia di Roger Hanin (1975)
- L'amante tascabile (L'amant de poche), regia di Bernard Queysanne (1978)
- Démons de midi, regia di Christian Paureilhe (1979)
- Bolero (Les uns et les autres), regia di Claude Lelouch (1981)
- Joss il professionista (Le professionnel), regia di Georges Lautner (1981)
- Il grande perdono (Le grand pardon), regia di Alexandre Arcady (1982)
- Antarctica (Nankyoku monogatari), regia di Koreyoshi Kurahara (1983)
- 1960, terza liceo... e fu tempo di rock and roll (Surprise Party), regia di Roger Vadim (1983)
- Le caviar rouge, regia di Robert Hossein (1985)
- Un uomo, una donna oggi (Un homme et une femme : 20 ans déjà), regia di Claude Lelouch (1986)
- Levy e Goliath (Lévy et Goliath), regia di Gérard Oury (1987) - non accreditato
- L'inconnu dans la maison, regia di Georges Lautner (1992)
- L'Affaire, regia di Sergio Gobbi (1994)
- I miserabili (Les Misérables), regia di Claude Lelouch (1995)
- M.D.C. - Maschera di cera, regia di Sergio Stivaletti (1997)
- Sciampiste & Co. (Vénus beauté [institut]), regia di Tonie Marshall (1999)
- Gialloparma, regia di Alberto Bevilacqua (1999)
- San-Antonio, regia di Frédéric Auburtin (2004)
- Trivial - Scomparsa a Deauville (La disparue de Deauville), regia di Sophie Marceau (2007)
- Le troisième oeil, regia di Gregory Desarzens – cortometraggio (2007)
- Un uomo e il suo cane (Un homme et son chien), regia di Francis Huster (2008)
- Le mirage, regia di Fabien Pruvot – cortometraggio (2009)
- Noni - Le fruit de l'espoir, regia di Alain Williams (2020)

#### Televisione
- Vogue la galère, regia di Raymond Rouleau – film TV (1973)
- Nouvelles de Henry James – serie TV, 1 episodio (1974)
- Des souris et des hommes, regia di Robert Hossein – film TV (1975)
- Emmenez-moi au théâtre: Pas d'orchidées pour Miss Blandisch, regia di Claude Barma – film TV (1978)
- Les uns et les autres, regia di Claude Lelouch – miniserie TV (1983)
- Lorna et Ted, regia di Michel Fagadau – film TV (1983)
- La croisade des enfants, regia di Serge Moati – film TV (1988)
- Il gorilla (Le gorille) – serie TV, 1 episodio (1990)
- Huis clos, regia di Robert Hossein – film TV (2002)
- Antigone, regia di Nicolas Briançon – film TV (2003)
- Le juge – miniserie TV (2005)
- Murder Party (Petits meurtres en famille), regia di Edwin Baily – miniserie TV (2006)
- Vénus & Apollon – serie TV, 2 episodi (2009)
- L'affaire Seznec: c'est vous qui allez le juger, regia di Robert Hossein – film TV (2010)
- Dominici un procès impitoyable, regia di Robert Hossein – film TV (2010)
- Una donna di nome Maria (Une femme nommée Marie), regia di Robert Hossein – film TV (2013)

### Regista
- Gli assassini vanno all'inferno (Les Salauds vont en enfer) (1955)
- Pardonnez nos offenses (1956)
- Nella notte cade il velo (Toi, le venin) (1958)
- La notte delle spie (La Nuit des espions) (1959)
- Sesso e alcool (Les scélérats) (1960)
- Febbre di rivolta (Le goût de la violence) (1961)
- Il gioco della verità (Le jeu de la vérité) (1961)
- Concerto per un assassino (La mort d'un tueur) (1964)
- Nuda per un delitto (Les yeux cernés) (1964)
- La belva di Düsseldorf (Le vampire de Düsseldorf) (1965)
- Addio Lara (J'ai tué Raspoutine) (1967)
- Cimitero senza croci (Une corde un Colt...) (1969)
- Point de chute (1970)
- Des souris et des hommes – film TV (1975)
- I miserabili (Les misérables) (1982)
- Le caviar rouge (1985)
- Cyrano de Bergerac – film TV (1990)
- Jésus était son nom – film TV (1991)
- Je m'appelais Marie Antoinette – film TV (1993)
- Huis clos – film TV (2002)
- Ben Hur – film TV (2006)
- L'affaire Seznec: c'est vous qui allez le juger – film TV (2010)
- Dominici un procès impitoyable – film TV (2010)
- Una donna di nome Maria (Une femme nommée Marie) – film TV (2013)

### Produttore
- Jésus était son nom, regia di Robert Hossein – film TV (1991)

#### Co-produttore
- L'oiseau moqueur, regia di Robert Enrico – cortometraggio (1962)
- Au coeur de la vie, regia di Robert Enrico (1963)

## Doppiatori italiani
- Giuseppe Rinaldi in Angelica, La meravigliosa Angelica, Niente rose per OSS 117, Il ladro di crimini, Nell'anno del Signore
- Emilio Cigoli in L'indomabile Angelica, Angelica e il gran sultano, La battaglia di El Alamein
- Michele Kalamera in Cimitero senza croci, All'ovest di Sacramento, Murder Party
- Sergio Graziani in Madamigella di Maupin, Gialloparma, La battaglia del deserto
- Nando Gazzolo in I peccatori guardano il cielo, Gli scassinatori
- Pino Locchi in Le meravigliose avventure di Marco Polo (Lo scacchiere di Dio), Matrimonio alla francese
- Massimo Turci in Rififi
- Arnoldo Foà in Madame Sans-Gêne
- Renato Turi in OSS 117 minaccia Bangkok
- Renzo Palmer in Nuda per un delitto
- Riccardo Cucciolla in La guerra segreta
- Sergio Rossi in Joss il professionista
- Oreste Rizzini in Bolero

## Pubblicazioni

### Romanzi
- Le sang est plus épais que l'eau (1962) - scritto con Frédéric Dard, Fleuve noir
- Le Caviar rouge (1985) - scritto con Frédéric Dard, Fleuve noir

### Altre pubblicazioni
- La Sentinelle aveugle (1978), Grasset
- Nomade sans tribu (1981), Fayard
- En désespoir de cause (1987), Plon
- La Nostalge (2001), Michel Lafon
- Lumière et Ténèbres (2002), Le Pré aux Clercs
- N'ayez pas peur... De croire (2007), Lattès
- Sophie Marceau - La belle échappée (2010) - scritto da Frédéric Quinonero, prefazione di Robert Hossein, éditions Didier Carpentier
- Je crois en l'homme parce que je crois en Dieu (2016) - scritto con François Vayne, Plon